# Pheidole laticrista
Pheidole laticrista är en myrart som beskrevs av Santschi 1916. Pheidole laticrista ingår i släktet Pheidole och familjen myror. Inga underarter finns listade i Catalogue of Life.